# ريتشارد مور (مخرج)
ريتشارد مور (بالإنجليزية: Richard Moore)‏ هو مصور سينمائي ومخرج أمريكي، ولد في 4 أكتوبر 1925 في مقاطعة مورغان في الولايات المتحدة، وتوفي في 16 أغسطس 2009 في بالم سبرينغس في الولايات المتحدة.

## وصلات خارجية
- ريتشارد مور على موقع IMDb (الإنجليزية)
- ريتشارد مور على موقع ألو سيني (الفرنسية)
- ريتشارد مور على موقع أول موفي (الإنجليزية)
- ريتشارد مور على موقع قاعدة بيانات الأفلام السويدية (السويدية)
- ريتشارد مور على موقع قاعدة بيانات الفيلم (الإنجليزية)
- ريتشارد مور على موقع كينوبويسك (الروسية)